# 島崎藤村
島崎藤村（日语：／ Shimazaki Tōson，1872年3月25日—1943年8月22日），日本詩人、小說家，本名島崎春樹（しまざき　はるき）　。生於筑摩縣馬籠村（長野縣木曾郡山口村，現岐阜縣中津川市）。活躍於明治、大正與昭和時期。他以浪漫詩人的風格首度發表作品『若菜集』於文學雜誌『文學界』開啓了他的文學職業生涯，而後又以自然主義的寫作方式陸續發表『破戒』、『春』等作品，並以小說『家』、『新生』達到日本自然主義文學的巔峰，後期發表了歷史小說大作『夜明け前』。

## 生平
出生於今中津、岐阜縣，幼時生活在木曾郡的鄉村馬籠宿。他之後於作品『夜明け前』中有不少關於童年生活的描述，其文以父親島崎敏樹一生為藍本，於他少時十四歲發狂而死，後被親友扶養長大。之後他的長姊亦因精神疾病而逝世。他在後來評論自己的天性是『親譲りの憂鬱』（遺傳下來的憂鬱）
島崎藤村為明治學院普通部本科第一期畢業生，而後在明治女學校擔任英語教師。此時期他因在校時認識的朋友馬場孤蝶、戶川秋骨及北村季晴等人的影響而漸漸萌發對文學的興趣。他加入了與雜誌『文學界』有關的文學團體，並在女學雜誌上翻譯了不少西方文學作品，亦陸續發表了一些詩作和散文。1894年，因友人北村透谷（浪漫派作家）的自殺，而在他的寫作方式與生涯裡產生極大的影響。
1895年，島崎藤村辭去在東京的教師一職，隔年在仙台任教於東北學院。而他的第一本詩集便是在此時期發表，開啓了他的職業寫作生涯。

## 文學生涯
島崎藤村因《若菜集》而奠定了日本新詩體，又為明治浪漫主義的先驅創立者之一而享受聲譽。在發表了四本詩集後，因為時代的轉變亦改變了他寫作的風格。
他的第一本小說《破戒》發表於1906年，是日本第一部現實主義小說，被認為是日本文學現代主義重要的里程碑。此文敘述一位部落民的教師為隱藏他賤民階級地位的祕密。在寫作的過程中，藤村的三個孩子皆陸續因疾病而死亡。第二本小說『春』是一本感情豐沛的自傳，說明他早年與『文學界』的作家們相交。第三本小說《家》，被認為是他的代表作，其文敘寫了兩個大家族的的衰亡敗落。
藤村在他的第四本小說《新生》發表後引起很大的輿論批評。內容主要是以自傳體敘述了和姪女島崎駒子（島崎こま子）的不倫戀，後被她的父親發現並試圖掩蓋祕密。當駒子懷孕後，藤村為了躲避親戚家族的譴責而躲避到法國，並對駒子避而不見，而駒子亦因輿論壓力而旅居在台灣，寄住在島崎秀雄（藤村的兄長）家中。藤村為了正名自己的行為，揭露了自己父親也犯了相同的錯誤並認為這是無可奈何的詛咒。然而社會大眾認為用寫作將此行為正當化是可恥並且粗俗下流、敗壞風氣且不可原諒的。回到日本後，藤村接受早稻田大學的聘任，於1929年開始了寫作歷史小說《夜明け前》。
1935年，藤村成為日本筆會（日本ペンクラブ）的初代會長。1936年他代表日本參加國際筆會於布宜諾斯艾利斯的國際會談，並且參訪美國和歐洲。
1943年他開始續寫『東方の門』，『夜明け前』的續集，但卻因腦溢血死在大磯的家中而未完成其作。享年71歲。他的墓位於神奈川縣大磯町的地福寺中。

## 紀念
在其出生的岐阜縣中津川市，設有藤村紀念館，展示其處女作《若菜集》及其他作品的原稿，並重現其臨終前居住在大磯町的書房。
藤村曾居住過的長野縣小諸市，設有小諸市立藤村紀念館，展示藤村的手稿及遺物。館外還有藤村的銅像以及詩作《椰子之實》（椰子の実）歌謠碑。

## 作品一覽

### 詩集
- 《若菜集》（1897年） （页面存档备份，存于）
- 《一葉舟》（1898年）
- 《夏草》（1898年）
- 《落梅集》（1901年）

### 小說
- 《旧主人》（1902年）
- 《破戒》（1906年）
- 《春》（1908年）
- 《家》（1911年）
- 《桜の実の熟する時》（1919年）
- 《新生》（1919年）
- 《ある女の生涯》（1921年）
- 《嵐》（1926年）
- 《夜明け前》（1929年）

### 寫生文
- 《千曲川のスケッチ》（1912年）

### 童話
- 《眼鏡》（1913年）
- 《ふるさと》（1920年）
- 《おさなものがたり》（1924年）
- 《幸福》（1924年）

## 外部連結
- （日語）藤村記念館 （页面存档备份，存于）
- （日語）小諸市立藤村記念館